# Exarata
Exarata es un género monotípico de plantas fanerógamas perteneciente a la familia Schlegeliaceae. Su única especie: Exarata chocoensis, se encuentra en América tropical en Colombia y Ecuador.

## Taxonomía
Exarata chocoensis fue descrita por Alwyn Howard Gentry y publicado en Systematic Botany 17(3): 503–506, f. 1–3, en el año 1992.